# Shotta Flow 5
Shotta Flow 5 è un singolo del rapper statunitense NLE Choppa, pubblicato il 12 giugno 2020 come quarto estratto dal primo album in studio Top Shotta.

## Video musicale
Il video musicale, reso disponibile in concomitanza con l'uscita del singolo, è stato diretto da Cole Bennett.

## Tracce
Testi e musiche di Bryson Potts, Courageous Xavier Herrera e Harald Hjermann Sørebø.
1. Shotta Flow 5 – 2:25

## Formazione
Musicisti
- NLE Choppa – voce
- Payday – programmazione
- Xavi – programmazione

Produzione
- Payday – produzione
- Xavi – produzione
- Chris Athens – mastering
- Aaron Mattes – missaggio
- Jorres Nelson – missaggio
- Zeke Mishanec – registrazione

## Classifiche
| Classifica (2020) | Posizione massima |
| ----------------- | ----------------- |
| Canada            | 51                |
| Grecia            | 49                |
| Stati Uniti       | 54                |